# Districtul Mühldorf am Inn
Districtul Mühldorf am Inn este un district rural (în germană Landkreis) în regiunea administrativă Bavaria Superioară, landul Bavaria, Germania.
Districtele vecine sunt: la nord districtele Landshut și Rottal-Inn, la est districtul Altötting, la sud districtele Traunstein și Rosenheim, la sud-vest districtul Ebersberg și la vest districtul Erding.

## Istoric
Orașul Mühldorf a aparținut din anul 798 de Salzburg care era în Evul Mediu un oraș-stat condus de un episcop (Fürstbischhof). Din 1802 ca urmare a războaielor napoleoniene orașul a fost atribuit Bavariei. În 1803 a fost formată unitatea administrativă Mühldorf (Landgericht Mühldorf) care a fost unită cu Landgericht Neumarkt an der Rott în 1862, nou unitae administrativă fiind numită Bezirksamt, și mai apoi în 1939 Landratsamt Mühldorf. În urma reformei din 1972 a fost format actualul district prin încorporarea comunelor Haag, Gars, Kirchdorf, Reichertsheim, Rechtmehring și Maitenbeth.

## Stema
Stema districtului ilustrază rivalitatea și conflictele pentru acest teritoriu ce au avut loc între principatul Bavariei și arhiepiscopatul Salzburg. Leul auriu pe fundalul negru reprezintă principatul electoral Bavaria, leul negru pe fundal auriu reprezentând orașul Salzburg..

## Orașe și comune
| orașe 1. Mühldorf am Inn (17.776) 2. Neumarkt-Sankt Veit (6.249) 3. Waldkraiburg (24.391) comune (târg) 1. Buchbach (3.158) 2. Gars am Inn (3.851) 3. Haag in Oberbayern (6.202) 4. Kraiburg am Inn (4.097) | comune 1. Ampfing (6.158) 2. Aschau am Inn (2.894) 3. Egglkofen (1.231) 4. Erharting (945) 5. Heldenstein (2.391) 6. Jettenbach (738) 7. Kirchdorf (1.291) 8. Lohkirchen (673) 9. Maitenbeth (1.876) 10. Mettenheim (3.245) 11. Niederbergkirchen (1.247) 12. Niedertaufkirchen (1.346) 13. Oberbergkirchen (1.651) 14. Oberneukirchen (818) 15. Obertaufkirchen (2.403) 16. Polling (3.474) 17. Rattenkirchen (953) 18. Rechtmehring (1.752) 19. Reichertsheim (1.651) 20. Schönberg (934) 21. Schwindegg (3.514) 22. Taufkirchen (1.314) 23. Unterreit (1.668) 24. Zangberg (1.004) |